# 24 км Горьковской железной дороги
24 км Го́рьковской желе́зной доро́ги (мар. Горькийысе Кӱртьыгорнын 24-ше км) — посёлок в Волжском районе Республики Марий Эл, входит в состав Обшиярского сельского поселения.

## География
Посёлок находится на расстоянии 16,5 км по автодороге А295 к северу от города Волжск, административного центра района.

### Часовой пояс
Посёлок 24 км Горьковской железной дороги, как и вся Марий Эл, находится в часовой зоне МСК (московское время). Смещение применяемого времени относительно UTC составляет +3:00.

## История
Строительство участка железной дороги Зелёный Дол — Йошкар-Ола было завершено в 1928 году.

## Население
| 2002 | 2010 |
| ---- | ---- |
| 3    | ↘1   |

### Национальный состав
Согласно результатам переписи 2002 года, в национальной структуре населения русские составляли 67 % из 3 чел., марийцы — 33 %.

### Половой состав
Согласно результатам переписи 2010 года, в посёлке проживал один мужчина.

## Улицы
В посёлке имеется одна улица — ГЖД 24 км.

## Инфраструктура
Путевое хозяйство.  